# سوق الإستربادي
سوق الاستربادي أقدم أسواق حي الكاظمية شمال بغداد في صوب الكرخ، أُنشئ سنة 1912م.

## التسمية والملكية
نقلت جريدة المدى عن الحاج أبي هشام، صاحب محل في سوق الاستربادي، أنه قال إن السوق مضاف إلى عائلة الاستربادي التركية التي تملك السوق ولم تسكن العراق، بل كان لها وكيل يقوم مقامها على السوق.

## السلع
الدشاديش أكثر ما يباع في سوق الاستربادي، تُصنع في السوق نفسه وتُصدّر إلى أنحاء العراق، وتباع في السوق العباءات الرجالية، وشيء من الكماليات النسائية والسبح.